# Jidapterus
Jidapterus is een geslacht van uitgestorven pterosauriërs, behorend tot de Pterodactyloidea, dat tijdens het Vroeg-Krijt leefde in het gebied van het huidige China. De enige benoemde soort is Jidapterus edentus.

## Vondst en naamgeving
De soort Jidapterus edentus is in 2003 benoemd door Dong Zhiming, Sun Yue-Wu en Wu Shao-Yuan. De geslachtsnaam verwijst naar Jílín Dàxué ofwel de universiteit van Jilin. De soortaanduiding betekent 'tandeloos' in het Latijn.

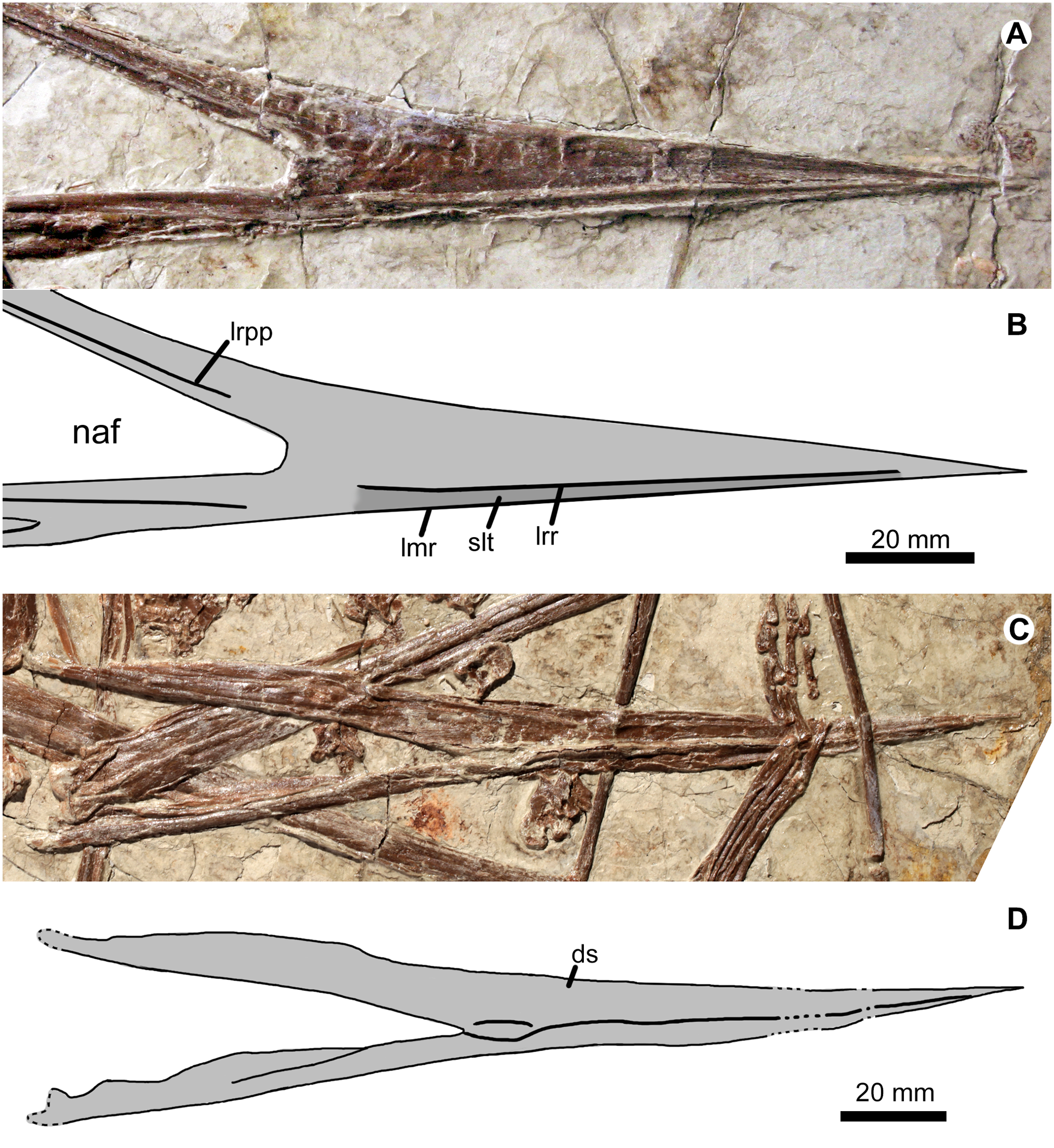
De snuit met de onderscheidende lengterichel die niet het gevolg zou zijn van compressie

Het fossiel, holotype CAD-01, is aangetroffen in de Jiufotangformatie van de Jehol-groep, een laag in Liaoning uit het Barremien-Aptien. Het bestaat uit een vrijwel volledig skelet met schedel. Het betreft een jong dier. Het ligt op een enkele plaat en is tamelijk platgedrukt. Het skelet ligt gedeeltelijk in verband maar de bekkendelen en de achterpoten zijn losgeraakt en over de romp heengeschoven. De schedel is ten dele uit elkaar gevallen wat het lastig maakt zijn kenmerken vast te stellen. 

## Beschrijving
De vleugelspanwijdte is ongeveer 1,7 meter.
De schedel is in ieder geval langgerekt, breed van achteren en vooraan eindigend in een zeer spitse snuit. Achter aan de schedel is wellicht een klein uitsteeksel maar verder zijn er geen kammen waarneembaar. De oogkassen zijn klein. De kaken zijn tandeloos. De halswervels zijn matig langgerekt. De vleugelbeenderen zijn robuust. De dijbeenderen zijn stevig maar vrij kort; de scheenbeenderen zijn erg lang. 

## Fylogenie
Jidapterus werd oorspronkelijk niet aan een groep toegewezen. Een kladistische analyse toonde eind 2006 aan dat de soort iets basaler was dan de Azhdarchoidea, of daarvan een basale vorm was, afhankelijk van de definitie van die groep. David Unwin meende in 2005 dat het lid van de Tapejaridae betrof. In 2008 publiceerde hij echter in samenwerking met een Chinees team een analyse die Jidapterus in een nieuwe klade Chaoyangopteridae plaatste, de mogelijke zustergroep van de Azhdarchidae binnen de Azhdarchoidea.
Een heel andere opvatting hebben Wang Xiaolin en Zhou Zhonghe die in 2006 stelden dat Jidapterus een jonger synoniem is van Chaoyangopterus, net als Eoazhdarcho en Eopteranodon. Het zou dus helemaal niet om een aparte soort gaan. De vermeende afwijkende kenmerken zouden het gevolg zijn geweest van het verwisselen van de bovenkant en de onderkant van de schedel in de oorspronkelijke beschrijving. In 2017 stelde een studie door Wu Wenhao dat het toch verschillende taxa waren. Jidapterus zou zich van Chaojangopterus onderscheiden door een lengterichel langs de buitenrand van de snuit, een grotere hoek tussen beide opgaande takken van het jukbeen en een kortere lengte van de reeks van de vierde tot en met zevende halswervel.
Een analyse uit 2019 had de volgende uitkomst.
|  | Azhdarcho       |
|  |                 |
|  | Quetzalcoatlus  |
|  |                 |
|  | Zhejiangopterus |
|  |                 |

|  | Chaoyangopterus |
|  |                 |
|  | Jidapterus      |
|  |                 |
|  | Shenzhoupterus  |
|  |                 |

|  | Azhdarcho       |
|  |                 |
|  | Quetzalcoatlus  |
|  |                 |
|  | Zhejiangopterus |
|  |                 |

|  | Chaoyangopterus |
|  |                 |
|  | Jidapterus      |
|  |                 |
|  | Shenzhoupterus  |
|  |                 |

|             | Keresdrakon                                                      |
|             |                                                                  |
| Tapejaridae | \| \| Thalassodrominae \| \| \| \| \| \| Tapejarinae \| \| \| \| |
|             | \| \| Thalassodrominae \| \| \| \| \| \| Tapejarinae \| \| \| \| |
|             | Thalassodrominae                                                 |
|             |                                                                  |
|             | Tapejarinae                                                      |
|             |                                                                  |

|  | Thalassodrominae |
|  |                  |
|  | Tapejarinae      |
|  |                  |

|  | Azhdarcho       |
|  |                 |
|  | Quetzalcoatlus  |
|  |                 |
|  | Zhejiangopterus |
|  |                 |

|  | Chaoyangopterus |
|  |                 |
|  | Jidapterus      |
|  |                 |
|  | Shenzhoupterus  |
|  |                 |

|  | Azhdarcho       |
|  |                 |
|  | Quetzalcoatlus  |
|  |                 |
|  | Zhejiangopterus |
|  |                 |

|  | Chaoyangopterus |
|  |                 |
|  | Jidapterus      |
|  |                 |
|  | Shenzhoupterus  |
|  |                 |

|             | Keresdrakon                                                      |
|             |                                                                  |
| Tapejaridae | \| \| Thalassodrominae \| \| \| \| \| \| Tapejarinae \| \| \| \| |
|             | \| \| Thalassodrominae \| \| \| \| \| \| Tapejarinae \| \| \| \| |
|             | Thalassodrominae                                                 |
|             |                                                                  |
|             | Tapejarinae                                                      |
|             |                                                                  |

|  | Thalassodrominae |
|  |                  |
|  | Tapejarinae      |
|  |                  |